# اداره امنیت هوانوردی غیرنظامی

نشان هوانوردی غیرنظامی استرالیا

اداره امنیت هوانوردی غیرنظامی (CASA) همان اداره هوانوردی ملی متعلق به دولت استرالیا و مسئول قانونی تنظیم مقررات و نظارت بر هوانوردی در این کشور است.

## تاریخچه
این اداره در ۶ ژوئیه ۱۹۹۵ هنگامیکه بخش مقررات ایمنی هوایی اداره هوانوردی غیرنظامی پیشین از بخش دیگر مقررات نظارتی کنترل ترافیک هوایی جدا شد (بخش دوم زیر نظر شرکت دولتی خدمات هوایی استرالیا درآمد) پدید آمد.

## شرح مظایف
وظیفه اداره امنیت هوانوردی غیرنظامی دادن گواهینامه به خلبانان، خدمه زمینی، هواگرد و اپراتورهای فرودگاهی است. همچنین موظف به اجرای ایمنی هوانوردی بر اساس لایحه هوانوردی غیرنظامی (مصوب سال ۱۹۸۸ در قانون رفاه عمومی) و لایحه ناوبری هوایی (مصوب سال ۱۹۲۰) است. اگرچه این اداره از بدنه اصلی دولت استرالیا جدا است اما ملزم به پاسخگویی به وزارت فدارل استرالیا در مورد زیر ساخت و حمل و نقل است.
این اداره موظف به تنظیم مقررات ایمنی مربوط به:
- فعالیت‌های مرتبط با هوانوردی در خاک استرالیا
- عملکرد هواگردهای استرالیایی در خارج از خاک این کشور
- توسعه و ترویج استانداردهای مناسب، واضح و مختصر امنیت هوایی
- توسعه استراتژی‌های اجرایی مؤثر برای ایمن‌سازی انطباق ایمن با استانداردهای امنیت هوانوردی
- مدیریت جابجایی و آزمایش مواد مخدر و مشروبات الکلی
- امور مربوط به گواهینامه‌ها، تاییدیه‌ها، مجوزها و ثبت وسایل، دستگاه‌ها و هواپیماها[۲]
- نظارت گسترده بر صنعت هوانوردی
- انجام بازرسی‌های منظم از سیستم‌های امنیت هوانوردی غیرنظامی
- انجام براوردهای منظم از توسعه سیستم‌های امنیت هوانوردی در جهان

مهم‌ترین وظیفه اداره امنیت هوانوردی غیرنظامی ایجاد امنیت برای ناوبری هوایی است.